# Fettjärn (naturreservat)
Fettjärn är ett naturreservat i Arvidsjaurs kommun i Norrbottens län.
Området är naturskyddat sedan 1997 och är 0,5 kvadratkilometer stort. Reservatet ligger nordost om Fettjärnen och omfattar ett åslandskap med myrmarker och bäckar. Reservatet består främst av glesa tallskog, men även barrblandskog.